# Saint-Gérand-de-Vaux
Saint-Gérand-de-Vaux é uma comuna francesa na região administrativa de Auvérnia-Ródano-Alpes, no departamento Allier. Estende-se por uma área de 38,92 km². Em 2010 a comuna tinha 386 habitantes (densidade: 9,9 hab./km²).